# كريستال وير
كريستال وير (بالإنجليزية: Krystal Weir)‏ هي متسابقة يخت أسترالية، ولدت في 15 يناير 1985 في ملبورن في أستراليا.

## وصلات خارجية
- كريستال وير على موقع أوليمبيديا (الإنجليزية)
- كريستال وير على موقع اللجنة الأولمبية الأسترالية (الإنجليزية)